# Raorchestes echinatus
Raorchestes echinatus é uma espécie de anfíbio anuro da família Rhacophoridae. Está presente na Índia. A UICN classificou-a como vulnerável.